# NUVEL
NUVEL (Northwestern University Velocity) ist die Sammelbezeichnung für geophysikalische Erdmodelle, in denen die nachweisbaren Kontinentalverschiebungen von 1 bis 20 cm pro Jahr durch eine dynamische Theorie der Plattentektonik beschrieben werden.
Jede Kontinentalplatte bewegt und dreht sich relativ zu den benachbarten Blöcken und wird durch Vektoren für ihre Geschwindigkeit und in jüngeren Modellen (ab NUVEL 1-B?) auch für die Drehbewegung beschrieben.
Empirisch sind diese Bewegungen seit etwa 20 Jahren eindeutig nachweisbar, jedoch nicht immer widerspruchsfrei. Wichtige Messmethoden hierfür sind die Weltraumverfahren VLBI, GPS und SLR, ergänzt um geophysikalisch-geologische Befunde und eine Theorie der Viskoelastizität im Erdinnern.
Derzeit unterscheiden sich die Bewegungsraten zwischen den NUVEL-Modellen und den rein kinematischen, aber gut nachweisbaren geodätischen Erdmodellen wie ITRF oder GGOS um Beträge bis zu einigen Zentimetern. Mit der Verfeinerung der Elastizitätsmodelle von Erdkruste und Oberem Erdmantel ist zu erwarten, dass sich diese Differenzen auf die Dimension der heutigen geodätischen Messgenauigkeit (mm bis cm) reduzieren.